# Stazione di Roma San Pietro

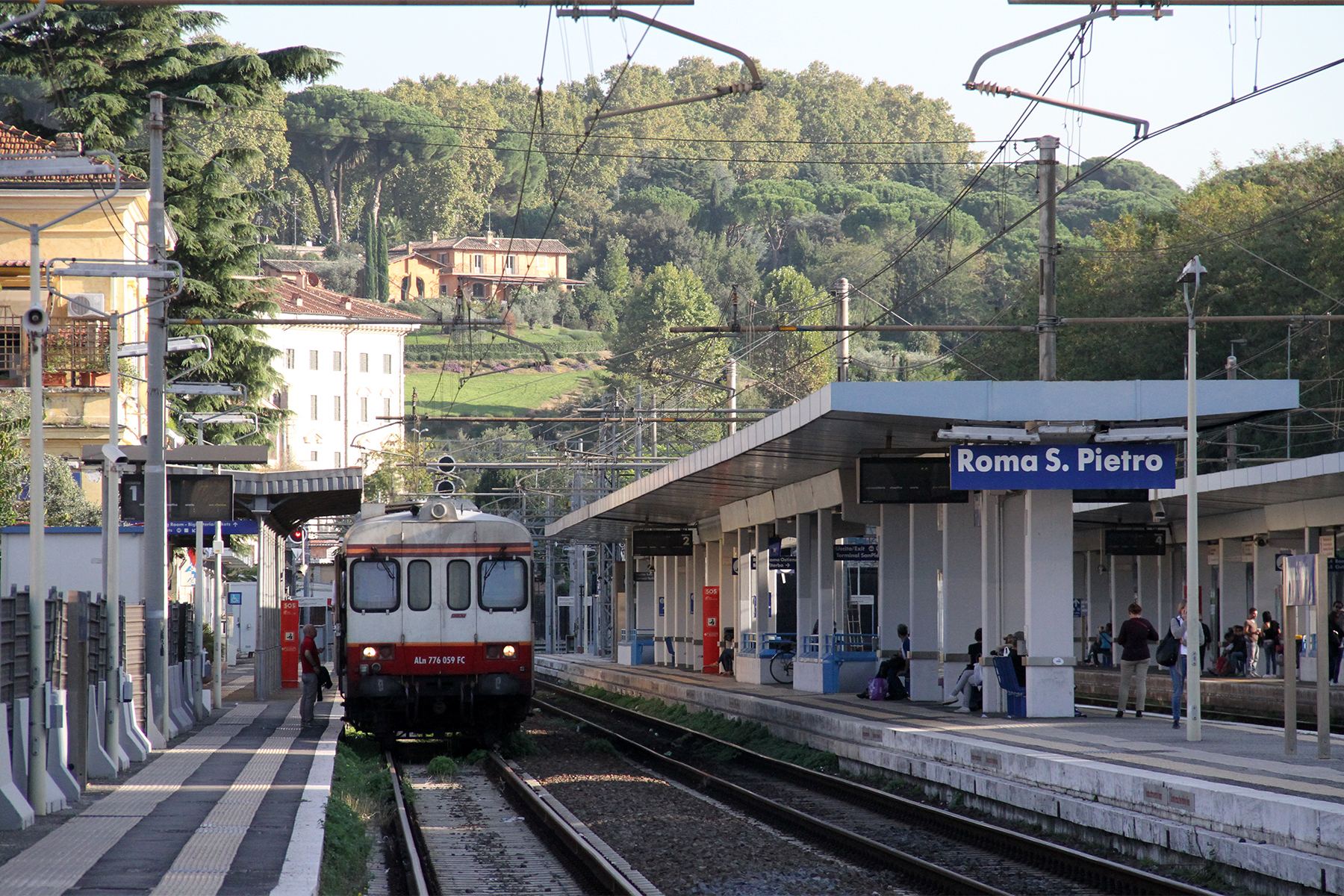
Il piazzale binari della stazione di Roma San Pietro

La stazione di Roma San Pietro è una delle stazioni del nodo ferroviario di Roma; deve il suo nome alla vicinanza con la basilica di San Pietro in Vaticano e in particolare con la  Stazione del Vaticano posta a circa 600 metri.

## Storia
Inaugurata insieme alla linea per Viterbo il 29 aprile 1894, la stazione prima delle modifiche strutturali, per le sue caratteristiche di "stazione di campagna" era una delle scenografie preferite dal mondo del cinema. Molti tra i più grandi attori e registi hanno girato una scena nella stazione o nell'ex piazzale antistante, come Totò, Sordi, Virna Lisi, Buzzanca e tanti altri sin da quando il cinema era in bianco e nero. La stazione era formata da due binari passanti ed un piccolo fabbricato viaggiatori: nonostante si trovasse su una linea secondaria il traffico passeggeri era però notevole, formato soprattutto da pellegrini.
Con la costruzione nel 1990 della nuova tratta tirrenica Maccarese - Roma Aurelia - Roma San Pietro - Roma Trastevere, la stazione subì notevoli cambiamenti: vennero infatti aumentati il numero dei binari che passarono a 5, la linea venne elettrificata e costruito un sottopassaggio. Con l'avvento del Giubileo del 2000 e la contemporanea riapertura della linea per Viterbo, furono innalzate le banchine (eccetto quella del binario 1) e costruiti 2 ascensori. Con l'avvento del Giubileo del 2016 invece fu innalzata la banchina del binario 1.

## Movimento
La stazione è servita dalle linee regionali FL3 e FL5. Dal 2000 al 2006, prima dell'apertura della galleria per Roma Ostiense via Quattro Venti, Roma San Pietro era il capolinea di metà delle corse da Cesano e Viterbo. Dal 2022 la stazione è anche capolinea dei servizi per Vigna Clara.
Dalla stazione inoltre ha origine la breve ferrovia Vaticana, a singolo binario, che dopo aver attraversato un viadotto termina all'interno dello Stato Vaticano.

## Strutture e impianti
La stazione, gestita da Rete Ferroviaria Italiana, dispone di un fabbricato viaggiatori, che ospita i servizi per il pubblico ed è dotata di cinque binari passanti per il servizio viaggiatori.

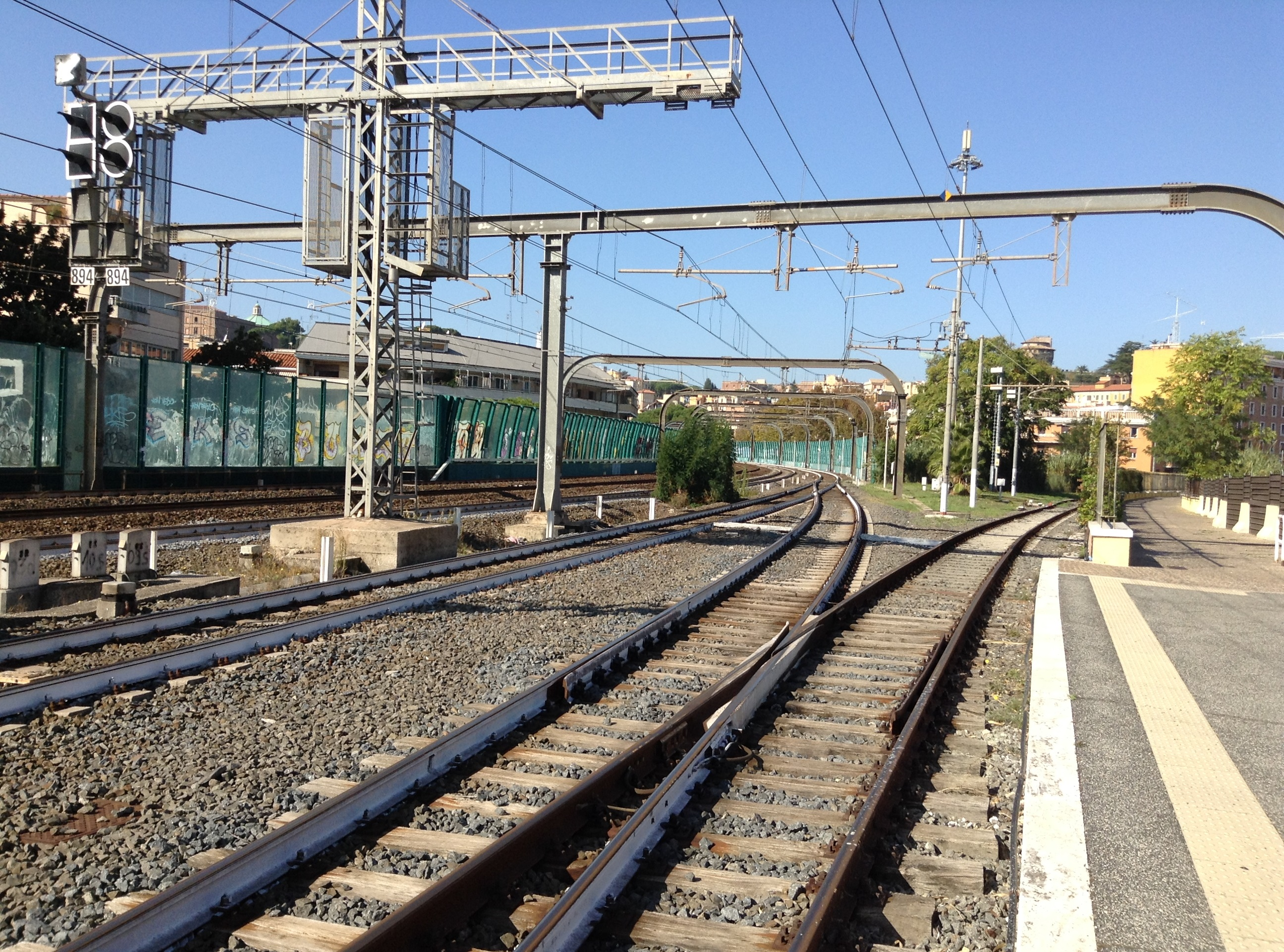
A destra il binario che congiunge il tratto verso la Stazione vaticana, distante circa 600 mt.

## Movimento
La stazione è servita dai treni regionali svolti da Trenitalia nell'ambito del contratto di servizio stipulato con la Regione Lazio, nonché da una coppia di InterCity Napoli-Sestri Levante (e viceversa).

## Servizi
La stazione, che RFI classifica nella categoria "gold",, dispone di:
- Biglietteria a sportello
- Biglietteria automatica
- Sala d'attesa
- Servizi igienici
- Posto di Polizia ferroviaria
- Bar

## Interscambi
- Stazione taxi
- Fermata autobus